# Crotalaria thebaica
Crotalaria thebaica är en ärtväxtart som först beskrevs av Alire Raffeneau Delile, och fick sitt nu gällande namn av Dc.. Crotalaria thebaica ingår i släktet sunnhampor, och familjen ärtväxter. Inga underarter finns listade i Catalogue of Life.